# Закрутка однозуба
Закрутка однозуба, або равлик-завиток однозубий, Vertigo genesii, — вид молюсків з родини Vertiginidae.

## Поширення
В Європі в горах центральної та північної Скандинавії, поодинокі спостереження відомі з південної Швеції, Фінляндії, Німеччини, Швейцарії, Північної Італії, Північної Англії, Шотландії та Польщі. У Швейцарії трапляється лише на висоті від 1500 до 2100 м над рівнем моря. В Англії він був знайдений на висоті від 300 до 500 м над рівнем моря. В Азії поширений в Південному Сибіру, на Алтаї, у Північній Монголії, на Прибайкаллі та на Тяньшані.
Трапляється у відкритих вапнякових картсах на гірських схилах, на болотистих луках і вологих кам'янистих циновках субальпійського поясу на багатих карбонатами породах і на болотах. Живе між рослинними рештками і пучками рослинності.

## Опис
Мушля яйцеподібної або циліндричної форми, заввишки від 1,6 до 2,0 мм і завширшки від 1,0 до 1,2 мм. Має від 3,5 до 5 опуклих завитків, розділених глибоким швом. Рот косояйцеподібний з дещо сплюснутим верхнім краєм. Він простий і без зубів, дуже рідко буває слабкий тім'яний зуб або мозоль. Край рота лише злегка потовщений і майже не зігнутий. Шкаралупа від слабо червоно-коричневого до темно-бордового кольору. Поверхня дуже гладка і блискуча.